# Matteo Castaldo
Matteo Castaldo (Napoli, 11 dicembre 1985) è un canottiere italiano.

## Biografia
Castaldo inizia la sua carriera agonistica nel 2000 
Nel 2003 partecipa al suo primo mondiale Junior ad Atene dove si classifica al quarto posto in due senza in coppia con Livio La Padula.
Nel 2004 è medaglia d'argento in quattro senza pesi leggeri in barca con Goretti, Savriè e Cecchin.
Dopo la breve parentesi da peso leggero inizia a correre nella categoria senior e nel 2007 vince la medaglia d'argento ai mondiali U 23 di Strathclyde in due senza in coppia con Stefano Correale.
Il 2011 è l'anno della sua svolta. Si tessera con il RYCC Savoia dove sotto la guida del tecnico Andrea Coppola ottiene i risultati più importanti della sua carriera. Partecipa a Venezia alla 56.ma Regata delle Antiche Repubbliche Marinare a Bordo del galeone di Amalfi, dove vince la gara che dopo poco sarà annullata.
Nel 2012 partecipa ad Amalfi alla 57.ma Regata delle Antiche Repubbliche Marinare dove vince a bordo del galeone del cavallo alato. Si laurea campione italiano assoluto in singolo. Nel 2013 vince la medaglia d'oro ai Giochi del Mediterraneo in due senza in coppia con Marco Di Costanzo, è secondo in coppa del mondo a Lucerna e sesto ai mondiali di Chungju.
Nel 2015 inizia l'avventura in quattro senza insieme a Giuseppe Vicino, Matteo Lodo e Marco Di Costanzo. Con questo equipaggio, riporta l'Italia sul tetto del Mondo dopo vent'anni, vincendo il mondiale di Aiguebelette,
Nel 2016 è vincitore della medaglia di bronzo ai Giochi olimpici di Rio de Janeiro 2016 nel quattro senza
Nel 2017 vince il titolo europeo assoluto in quattro senza a Racice. Poco dopo conquista la finale alle Henley royal regatta piazzandosi al secondo posto. La domenica successiva è medaglia d'argento alla coppa del mondo di lucerna. D mesi dopo ai mondiali assoluti di sarasota arriva secondo.
Nel 2018 dopo una stagione complicata arriva secondo per soli 24 centesimi ai mondiali di Plovdiv in quattro senza.
Nel 2019 dopo aver conquistato una medaglia d'argento in coppa del mondo a Poznań si classifica al quarto posto al mondiale assoluto di Linz qualificando la barca per i giochi olimpici di Tokyo 2020.
Nel 2020 in seguito alla pandemia di Covid19 e al rinvio dei giochi olimpici, si classifica al secondo posto agli europei di Poznan.
Nel 2021 conquista la medaglia di Bronzo ai Giochi olimpici di Tokyo 2020 dopo una gara mozzafiato che ha visto un abbordaggio inglese a pochi metri dall’arrivo che ha fatto perdere la possibilità di conquistare un argento. 
Nel 2022 conquista una medaglia di bronzo ai campionati europei di Monaco nell’otto senior. Ultima gara internazionale della sua carriera.
Nel 2023 si ritira dall’attività agonistica.

## Olimpiadi
Partecipa alle olimpiadi di Rio 2016 conquistando il bronzo armo con Giuseppe Vicino Matteo Lodo e Domenico Montrone(6.03.85), dietro ad Australia (6.00.44) e Gran Bretagna (5.58.61).
Alle olimpiadi di olimpiadi di Tokyo 2020 conquista il bronzo nel Quattro senza con Rosetti, il suo sostituto in finale Di Costanzo, Lodo e Vicino, piazzandosi dietro alla Romania (5:43.13) e all'Australia (5:42.76) che realizza il record olimpico.

## Campionati del Mondo
Partecipa a diversi campionati mondiali:
- World Rowing junior championships Atene 2003: Quarto Classificato in M2- in coppia con Marco Di Costanzo.
- World Rowing Under 23 championships Poznań 2004 : Secondo Classificato in 4-LWM con Cecchin, Goretti, Savriè.
- World Rowing Under 23 championships Strathclyde 2007: Secondo Classificato in M2- con Stefano Correale.
- World Rowing championships Chungju 2013: Sesto Classificato in M2- in coppia con Marco Di Costanzo.
- World Rowing championships Amsterdam 2014: Settimo classificato in M2- in coppia con Marco Di Costanzo.
- World Rowing championships Aiguebelette-le-Lac 2015: Primo classificato in M4- con Giuseppe Vicino Matteo Lodo Marco Di Costanzo.
- World Rowing championship Sarasota-Bradenton 2017: medaglia d’argento in M4- con Domenico Montrone Giovanni Abagnale Marco Di Costanzo.
- World Rowing championship Plovdiv 2018: medaglia d'argento in M4- con Marco Di Costanzo Matteo Lodo Bruno Rosetti
- World Rowing championship Linz 2019 quarto classificato  in M4- con Bruno Rosetti Giovanni Abagnale Marco Di Costanzo

## Coppe del Mondo
- World Rowing Cup Lucerna 2013: medaglia d'argento in due senza con Marco Di Costanzo
- World Rowing Cup Lucerna 2014: quarto classificato in due senza con Marco Di Costanzo
- World Rowing Cup Varese 2015: medaglia d'argento in quattro senza con Giuseppe Vicino Matteo Lodo Marco Di Costanzo
- World Rowing Cup Lucerna 2015: medaglia d'argento in quattro senza con Giuseppe Vicino Matteo Lodo Marco Di Costanzo
- World Rowing Cup Varese 2016: medaglia d'argento in quattro senza con Giuseppe Vicino Matteo Lodo Marco Di Costanzo
- World Rowing Cup Poznań 2016: medaglia d'argento in quattro senza con Giuseppe Vicino Matteo Lodo Marco Di Costanzo
- World Rowing Cup Lucerna 2017: medaglia d’argento in quattro senza con Domenico Montrone Giovanni Abagnale Marco Di Costanzo
- World Rowing Cup Poznań 2019: medaglia d'argento in quattro senza con Bruno Rosetti Giovanni Abagnale Marco Di Costanzo

## Regate Storiche
Nel 2012 a bordo del galeone di Amalfi vince la 57.ma edizione della Regata delle Antiche Repubbliche Marinare.
Nel 2013 vince la Coppa Lysistrata con il RYCC Savoia.
Nel 2014 vince la Coppa Lysistrata con il RYCC Savoia.
Nel 2015 vince la Coppa Lysistrata con il RYCC Savoia.

## Riconoscimenti
- Nel dicembre 2015 viene eletto "atleta dell'anno" della Federazione Italiana Canottaggio
- Nel 2015 viene acclamato Socio Benemerito del Reale Yacht Club Canottieri Savoia.

## Palmarès
- Giochi olimpici

Rio de Janeiro 2016: bronzo nel quattro senza
Tokyo 2020: bronzo nel quattro senza
- Mondiali

Aiguebelette 2015: oro nel quattro senza.
Sarasota 2017: argento nel quattro senza.
Plovdiv 2018: argento nel quattro senza.
- Mondiali Under 23

Strathclyde 2007: argento nel due senza.
Poznań 2004: argento quattro senza pesi leggeri.
- Europei

Racice 2017: oro  nel quattro senza
Poznan 2020: argento nel quattro senza
Varese 2021: bronzo nel quattro senza
Monaco 2022: bronzo nell’otto
- Coppa del Mondo

Lucerna 2013: argento nel due senza
Varese 2015: argento nel quattro senza
Lucerna 2015: argento nel quattro senza
Varese 2016: argento nel quattro senza
Poznań 2016: argento nel quattro senza
Lucerna 2017: argento nel quattro senza
Poznań 2019: argento nel quattro senza
- Giochi del Mediterraneo

Mersin 2013: oro nel due senza